# Ваттгольма
Ваттхольма (швед. Vattholma) — селище в Швеції, у комуні Уппсала, розташоване приблизно в двадцяти кілометрах на північ від міста Уппсала та восьми кілометрах на північ від містечка Стурврета (швед. Storvreta).

## Історія
Ваттхольма розташована в приході Лєна, була розташована в центрі Великого муніципалітету Ваттольми до 1971 року.
Ваттольма розділена на дві частини: старий район (фабрика) і річка Фірісон ділить селище посередині. У старому районі (на північний захід від фабрики), розташовані будівлі початку і середини 20-го століття, раніше була залізнична станція. Станція була закрита в 1960-х роках, а в 1990-х роках було замінено зупинкою для приміських потягів (швед. Upptåget). Існує також спортивний майданчик, а на пагорбі, який стоїть на шляху до Уппсали, стоїть церква Лєна. На північ від Ваттхольми, у Салста-Ваттхольма, раніше була цегляна фабрика.
Більш нова частина Ваттхольми розташована на схід від фабрики і складається в основному з таунхаусів 1970-х і 1980-х років. Тут ви знайдете школу, будинок для людей похилого віку та магазин. У другій половині 1990-х років поряд зі школою був побудований спортивний зал. Є невеличкий магазин «Tempo».

## Бізнес
Найбільшим роботодавцем був колишня фабрика. Компанія ABA протягом тривалого часу були сильним гравцем у місті, де працювали понад 130 людей. Врешті-решт, фабрика перенесла свою діяльність на провінцію Смоланд, а в 1991 році фабрика остаточно зупинила діяльність.
Власниками фабрики (до ABA) були сім'я фон Ессен, які мешкали у замку Сальста.
Фабрика виготовляла сходи та кузов для пожежних автомобілів.
З середини 1990-х років до сьогоднішнього дня в старих приміщеннях фабрики працюють різні виробництва: автомайстерня, металообробне підприємство, піцерія, виробництво столярних виробів та декілька офісів.

## Події
В Trekanten на пагорбі, у новій частині селища, проводят свято літнього сонцестояння (швед. Midsommar). В день літнього сонцестояння традиційно проводяться конкурсні змагання між «молоддю селища» та сусіднім селищем Расбокіл та сусіднім містечками Расбо, Шітторп/Тенста.
На святкування, зазвичай, запрошують відомих місцевих артистів. Крім того, Томас Ді Лева відповів на розважальну програму.
Під час другого адвенту відбувається різдвяний ярмарок в Salsta Tegelstall.
Організатором різдвяного ярмарку є Wattholma Kultur & Hembygdsförening.

## Спорт
У Ваттхольмі є Wattholma IF — це спортивний клуб з футболу, тенісу, хокею з м'ячем, катання на лижах, катання на конях та хокею. Недалеко від залізничної платформи, у напрямку замку Сальста, знаходяться поля для гольфу.

## Відомі особи
Колишній член Ріксдагу Густав фон Ессен народився в Ваттхольмі.
Ніклас Мальмберг, депутат, живе в місті та бере участь у діяльності громади Ваттхольми.
Бріта Перссон, шведська інді-поп музика.

## Цікаві факти
За декілька кілометрів від Ваттхольми на фермі Йошта (швед. Järsta gård) проходили зйомки фільму «Мадікен з Юнібаккен» (швед. Madicken på Junibacken).
У замку Сальста (швед. Salsta slott) проходили зйомки шведського серіалу «Сімейство Гольштейн-Готторп» (швед. Familjen Holstein-Gottorp).